# Sommer-Paralympics 1992/Judo
Bei den Sommer-Paralympics 1992 in Barcelona wurden in insgesamt sieben Wettbewerben im Judo Medaillen vergeben.

## Männer

### Superleichtgewicht (bis 60 kg)
| Platz | Land | Athlet               |
| ----- | ---- | -------------------- |
| 1     | JPN  | Nobuhiro Kanki       |
| 2     | EUN  | Veniamin Mitchourine |
| 3     | ITA  | Davide Albertini     |
| 3     | KOR  | Woon Noh Cheung      |

### Halbleichtgewicht (bis 65 kg)
| Platz | Land | Athlet                  |
| ----- | ---- | ----------------------- |
| 1     | ESP  | Juan Damian Matos       |
| 2     | JPN  | Shinichi Ishizue        |
| 3     | EUN  | Achmed Gadschimagomedow |
| 3     | VKR  | Michael Murch           |

### Leichtgewicht (bis 71 kg)
| Platz | Land | Athlet         |
| ----- | ---- | -------------- |
| 1     | GBR  | Simon Jackson  |
| 2     | ESP  | Mario Talavera |
| 3     | CAN  | Pier Morten    |
| 3     | JPN  | Eiji Miyauchi  |

### Halbmittelgewicht (bis 78 kg)
| Platz | Land | Athlet           |
| ----- | ---- | ---------------- |
| 1     | FRA  | Joel Gichtenaere |
| 2     | USA  | Brett Lewis      |
| 3     | JPN  | Takio Ushikubo   |
| 3     | ITA  | Matteo Ardit     |

### Mittelgewicht (bis 86 kg)
| Platz | Land | Athlet          |
| ----- | ---- | --------------- |
| 1     | KOR  | Yu Sung An      |
| 2     | JPN  | Yasuhiro Uwano  |
| 3     | TPE  | Der Chang Lin   |
| 3     | FRA  | Daniel Fourcade |

### Halbschwergewicht (bis 95 kg)
| Platz | Land | Athlet           |
| ----- | ---- | ---------------- |
| 1     | JPN  | Osamu Takagaki   |
| 2     | USA  | Lynn Manning     |
| 3     | EUN  | Mikhail Yakovlev |
| 3     | DEU  | Klaus Heyer      |

### Schwergewicht (über 95 kg)
| Platz | Land | Athlet         |
| ----- | ---- | -------------- |
| 1     | JPN  | Masakazu Saito |
| 2     |      | nicht vergeben |
| 3     | USA  | James Mastro   |
| 3     | ITA  | Franz Gatscher |

Die Goldmedaille wurde eigentlich Vladimir Kazakov vom Vereinten Team zugesprochen. Nach dem Ende der Paralympischen Spiele wurden jedoch illegale Substanzen in seinem Blut gefunden und er wurde nachträglich disqualifiziert. Dadurch erhielt Masakazu Saito, sein Gegner im Finalkampf, die Goldmedaille. Ursprünglich sollte James Mastro als Ausgleich Silber erhalten, die Verleihung wurde jedoch nie vorgenommen.

## Medaillenspiegel Judo
| Medaillenspiegel Judo | Medaillenspiegel Judo  | Medaillenspiegel Judo | Medaillenspiegel Judo | Medaillenspiegel Judo | Medaillenspiegel Judo |
| Platz                 | Land                   | G                     | S                     | B                     | Gesamt                |
| --------------------- | ---------------------- | --------------------- | --------------------- | --------------------- | --------------------- |
| 01                    | Japan                  | 3                     | 2                     | 2                     | 4                     |
| 02                    | Spanien                | 1                     | 1                     | –                     | 3                     |
| 03                    | Frankreich             | 1                     | –                     | 1                     | 2                     |
| 03                    | Vereinigtes Königreich | 1                     | –                     | 1                     | 2                     |
| 03                    | Südkorea               | 1                     | –                     | 1                     | 2                     |
| 06                    | Vereinigte Staaten     | –                     | 2                     | 1                     | 3                     |
| 07                    | Vereintes Team         | –                     | 1                     | 2                     | 3                     |
| 08                    | Italien                | –                     | –                     | 1                     | 1                     |
| 08                    | Kanada                 | –                     | –                     | 1                     | 1                     |
| 08                    | Deutschland            | –                     | –                     | 1                     | 1                     |
| 08                    | Chinesisch Taipeh      | –                     | –                     | 1                     | 1                     |